# 渡辺俊平
渡辺 俊平（わたなべ しゅんぺい、1901年（明治34年）1月19日 - 1972年（昭和47年）11月28日）は、日本の科学者・教育者・実業家。ホトフィニ株式会社（現在の株式会社JPF）創設者。日本大学芸術学部長を務めた。

## 経歴

### 生い立ち
現在の東京都文京区に、父・三平と母・勝の長男として生まれる。明化小学校、豊島師範付属小学校、開成中学校、官立旧制第四高等学校を経て、東京大学工学部造兵学科を卒業し、1925年（大正14年）、財団法人理化学研究所に入所した。

### 理研科学映画株式会社
理化学研究所に入所した渡辺は、理化学研究所3代目所長を務めた大河内正敏の研究室に所属し、工学士としての長年に亘る研究生活を経て、独自の多面積式録音方式および自動現像方式を発明した。10年後の1935年（昭和10年）には、特許「X線録音装置」の発明により、発明協会大賞を受賞した。
その後、これらの技術的発明の産業化・実用化を目的に、1938年（昭和13年）4月、理化学研究所の後援の下で理研科学映画株式会社を創立させ、同年、取締役技師長に就任した。
科学技術の教育映画の製作を行っていた理研科学映画株式会社において、渡辺は、文部大臣賞受賞作品の「或る日の干潟」や、文部省推薦作品の「陽炎」、厚生省推薦作品の「機械工作シリーズ」等、いくつかの映画製作に携わった。

### 日本大学藝術学部
1940年（昭和15年）、理研科学映画株式会社の常務に就任した渡辺のもとに、日本大学法文学部芸術学科の学生・井上俊彦（映画の立体録音の日本における先達で、後に日本大学教授となる）が訪れて、録音に関する卒業論文の指導を請うた。同年から渡辺は、日本大学専門部の講師を務めるようになった。そして3年後の1943年（昭和18年）4月には、日本大学専門部芸術科教授に任命され、1954年（昭和29年）4月から1969年（昭和44年）3月 までの15年間に亘り、日本大学芸術学部長を務め上げた。

### 写真判定用スリットカメラ
1937年（昭和12年）、理研科学映画株式会社が創立を迎える前年、1940年（昭和15年）のオリンピックが東京で開催されることが決まった。この第十二回オリンピック東京大会に向けて「組織委員会科学施設研究会委員・写真分科室主査」に任命された渡辺は、スポーツ競技の写真判定の研究を開始した。当委員会の会議において、オリンピックで要求される写真判定の基準について議論が交わされた結果、次のことが決定した。
- 写真判定で使用するカメラは、映画撮影機を改造したものを用いる。本体・レンズのいずれもアメリカ製で、本体にはシネコダックスペシャルを、レンズにはf1.4以上の明るさを確保するエクターの製品を、それぞれ採用する。
- フィルムは、小西六（現在のコニカミノルタ）で、高感度かつ上質な製品を、急遽開発する。
- 写真判定用カメラの映像にタイムを直接表示させるような仕様で、陸上競技等のタイム計測用タイマーを、精工舎（現在のセイコーホールディングス）が製作する。

ストップウォッチを用いて手動でタイム計測を行うのが主流であった当時において、渡辺は既に、「写真判定とタイム計測がより正確に行われるために、タイマーと写真判定用カメラはセットで動作するべきである」という考えを持っていた。そのため、第十二回オリンピック東京大会に向けて決定された上記の事項は、組織委員会・写真分科室の主査である渡辺の考えを反映した内容であった。
しかし、1940年（昭和15年）の東京オリンピックが戦争の影響により非開催となったため、渡辺の写真判定に対するアイディアは、25年近い歳月を経て、1964年（昭和39年）の第18回オリンピック東京大会で花開くことになった。「タイマーと判定用カメラはセットで動作すべき」という渡辺の考え方は、陸上競技の判定業務に何度も赴く中で、ストップウォッチで測定されるタイムに計測者の違いによる大きな誤差が生じる様子を目の当たりにし、極端な場合には、判定写真が示す着順とストップウォッチのタイムが矛盾する事態を体験することから生まれたものである。この1964年（昭和39年）の第18回オリンピック東京大会において、渡辺は、陸上競技写真判定班の技術総指揮者を務めた。写真判定には、渡辺の発明によるスリットカメラを用いた着順判定計時装置が採用された。渡辺が発明し、自ら製作したこの装置は、写真判定用カメラに電子タイマーを組み入れた装置で、オリンピックにおいて世界で初めて写真電気的計時記録を正式採用させるという快挙を成し遂げた。従来の判定用カメラに比べ、渡辺が発明した写真判定用カメラは、「写真に直接選手のタイムが表示されて分かりやすい」「写真に判定線が入るので見やすい」等の特徴を備え、好評を博した。そして4年後の1968年（昭和43年）、第二十回東京都優秀発明展において、大会で使用した渡辺の写真判定用カメラに対し、特別賞および科学技術庁長官賞が授与された。
1971年（昭和46年）7月に出版された日本大学芸術学部の紀要「日本大学芸術学部学術研究」には、渡辺の自著論文「スリットカメラ型計時着順判定装置の研究と其の応用」が掲載された。同稿において渡辺は、スポーツにおける着順の写真判定が行われるに至った経緯と、着順判定装置として応用されるスリットカメラの原理、従来から判定装置として使用されてきた映画用高速度カメラとスリットカメラとの比較、計時機能の組み込みについて、詳しく説明している。

### 会社設立
戦争等の影響により開催に至らなかった1940年（昭和15年）の“幻のオリンピック”東京大会以降、写真判定用カメラに関するアイディアを温め続けた渡辺は、1950年（昭和25年）、戦前にアメリカで開発されたスリットカメラの原理を写真判定に応用する着想を得ると同時に、日本スポーツ写真判定協会を設立した。後の日本写真判定株式会社の前身にあたる同組織は、当時、新規開設が相次いでいた競輪等の公営競技場において、スリットカメラの写真による着順判定を主な業務として行った。1951年（昭和26年）にホトフィニ株式会社を設立し、1957年（昭和32年）9月、日本写真判定株式会社へと改称した（2021年4月に株式会社JPFに改称）。
渡辺が同社を設立した1950年代当時からしばらくの間、同社は、渡辺が発明した写真判定用スリットカメラによる公営競技・アマチュア競技の写真判定業務を核として、事業の拡充を行ってきた。それから60年に及ぶ歳月を経た現在、戦後復興を目的として興った公営競技の衰退という困難な局面を迎える中で、同社は初代社長である渡辺の意志を継ぐ代表者の先導の下、写真判定を超えて様々な業務を手がけ、業界全体の収益改善を目指しつつ事業を継続している。

## 人物像
研究者であり教育者、かつ、自ら会社を興した実業家でもあった渡辺の、人物像を窺い知ることができるエピソードがある。
渡辺が中学生の頃、実父である三平が亡くなった。渡辺家は当時、東京都の大塚と、栃木県日光市にある東照宮の裏の2箇所に牧場を所有しており、乳牛を多頭飼育して、当時の東京にはまだ数社しか存在していなかった乳業を営んでいた。三平を亡くしたため、渡辺の母である勝は牧場経営を断念し、大塚の牧場を急遽売却することにした。これにより、牧場にいた大勢の牛達が居場所を失うことになったので、当時中学生であった渡辺は、牧場に勤めていた牧夫達と共に、数十頭の牛を追って「アメリカのカウボーイのように（渡辺の言葉）」日光市の牧場まで移動させたという。
ちなみに、渡辺の実父である三平は、冒険心に富んだ人物で、明治時代に単身アメリカへ渡り、日本で初めてジャージィ種の乳牛を輸入して、当時の日本における乳業を大きく発展させた人であった。

## 略年譜
- 1901年1月19日 - 現在の東京都文京区に生まれる。
- 1925年3月 - 東京大学工学部造兵学科卒業。
- 1925年4月 - 財団法人理化学研究所入所。
- 1935年 - 特許「X線録音装置」の発明により、発明協会大賞を受賞。
- 1936年4月 - 社団法人日本音響学会理事に就任。（ - 1945年1月）
- 1937年 - 第十二回オリンピック東京大会組織委員会科学施設研究会委員写真分科室主査として、写真判定の研究を開始。
- 1938年3月 - 理研科学映画株式会社創立、常務取締役・技師長・代表取締役を歴任。（ - 1945年10月）
- 1938年 - プロデューサーとして手がけた「或る日の干潟」が文部大臣賞を受賞。
- 1940年 - 日本大学専門部芸術科講師に就任。
- 1941年 - 日本学術振興会電子顕微鏡小委員会委員に就任。
- 1942年 - 東京写真専門学校講師に就任。（ - 1944年）
- 1943年4月 - 日本大学専門部芸術科教授に就任。
- 1943年 - 海軍航空本部教育部、陸軍軍医学校防疫研究所嘱託を務める。（ - 1945年）
- 1947年5月 - 社団法人日本映画テレビ技術協会理事に就任。（ - 1969年4月）
- 1950年 - 着順判定カメラの開発に際し、通産省より発明実施化助成金を受ける。
- 1951年 - 同カメラの開発に際し、千葉県庁より実施化助成金を受ける。
- 1951年2月 - 日本大学芸術学部代表教授に就任。
- 1953年4月 - 同学部の学監に就任。
- 1954年4月 - 日本大学芸術学部長に就任。（ - 1969年3月）
- 1955年5月 -  再び社団法人日本映画テレビ技術協会理事長に就任。（ - 1969年4月）
- 1958年1月 - 日本大学短期大学部放送科長を兼任。
- 1961年7月 - 日本大学学長を兼任。（ - 1962年7月）
- 1964年7月 - 財団法人大河内記念会審査員兼理事に就任。（ - 1972年）
- 1964年 - オリンピック東京大会において、独自に開発した着順判定計時装置が正式採用される。
- 1965年 - 国際映画、TV大学連絡センター会議のため渡欧。
- 1967年 - 同会議出席のため再び渡欧、会長に就任。
- 1968年2月 - 「競走着順判定装置」により、特許庁官賞および社団法人発明協会主催第20回記念東京都優秀発明展覧会における賞を受賞。
- 1971年1月 - 日本大学芸術学部名誉教授に就任。
- 1972年11月 - 勲三等旭日中綬章を受章。
- 1972年11月28日 - 日大板橋病院において、心筋梗塞のため死去。71歳没。従四位を授かる。

## 主な論文
- 「水面に於ける衝突抵抗」『理化学研究所彙報』第9巻、第4号、財団法人理化学研究所、1930年4月、pp.247-259
- 「ディーゼル機関燃料の燃焼に関する研究」『機械』32号、機械工学談話会、工政会出版部、1930年5月、pp.8-13
- 「陰極線オシログラフの応用について」『機械』35号、機械工学談話会、工政会出版部、1930年8月、pp.10-14
- 「木造トーキー吹込室の一例」『沖電気時報』 Vol.6、No.2、沖電気株式会社、1939年3月、pp.2–5
- 「電子顕微鏡の現状」『機械』第13巻、第4号、機械工学談話会、工政会出版部、1940年4月、pp.24-27
- 「電子顕微鏡について」『工業雑誌 機械と材料』第76巻、第960号、工業雑誌社、1940年12月、pp.540-541
- 「スリットカメラ型計時着順判定装置の研究と其の応用」『学術研究』、日本大学芸術学部、1970年4月、pp.55-88